# Oxyde de lithium
L'oxyde de lithium est un composé chimique de formule Li2O. Il se forme avec de petites quantités d'hydroxyde de lithium LiOH lorsque le lithium métallique brûle dans l'air et se combine avec l'oxygène et l'eau atmosphériques :
4 Li + O2 → 2 Li2O
4 Li + 2 H2O + O2 → 4 LiOH
L'oxyde de lithium présente à l'état solide une structure cristalline de type antifluorine, c'est-à-dire une structure calquée sur celle du fluorure de calcium CaF2 mais où les cations et les anions y jouent le rôle opposé. À l'état gazeux fondamental, la molécule Li2O est linéaire, contrairement aux résultats prévus par la théorie VSEPR (d'après laquelle la molécule Li2O devrait avoir la même forme que la molécule d'H2O), ce qui est cohérent avec une géométrie gouvernée par les liaisons ioniques.
Li2O résulte de la décomposition thermique du peroxyde de lithium Li2O2 et attaque la silice à température élevée.